# Nayarit
Il Nayarit è uno Stato messicano situato sulla costa occidentale e affacciato sull'oceano Pacifico.
Confina a nord con gli Stati di Sinaloa, Zacatecas e Durango, a est e a sud con lo Stato di Jalisco. Fanno parte dello Stato anche le "Islas Tres Marias" nell'oceano Pacifico.
La capitale dello Stato è Tepic, altre città di rilievo sono Acaponeta, Tecuala, e Tuxpan.
Il Nayarit fu uno degli ultimi territori messicani a ottenere il rango di Stato il 1º maggio 1917, precedentemente era un distretto militare (Distrito Militar de Tepic).
Lo stato è composto da 20 comuni.

## Storia

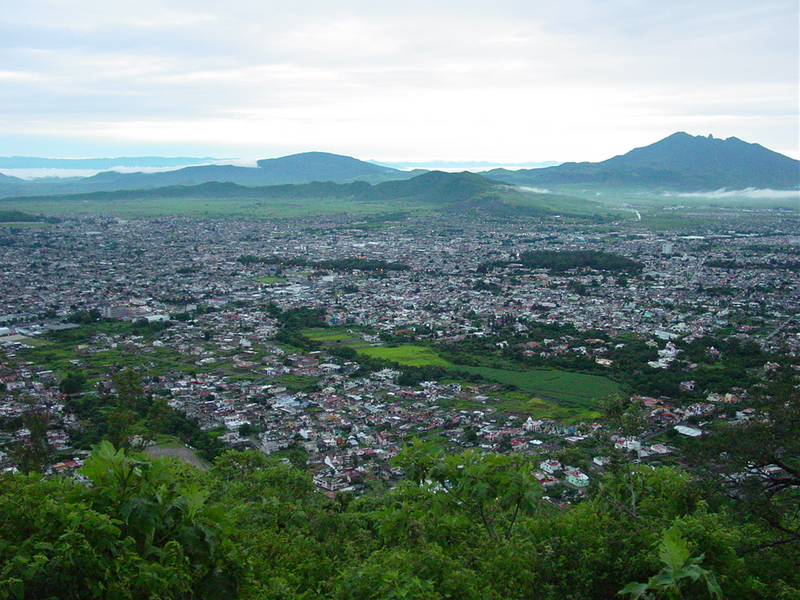
Veduta di Tepic, la capitale

Il territorio del Nayarit è stato uno degli ultimi a essere ammesso come Stato federato del Messico, ovvero in data 26 gennaio 1917. Con Decreto del 13 marzo 1837, venne eretto il Dipartimento del Tepic, in conformità all'articolo 8 del documento denominato Bases y Leyes Constitucionales de la República Mexicana del 23 ottobre 1835; il dipartimento in questione aveva una superficie di 1 868 leghe quadrate e una popolazione di 62 620 abitanti; era diviso in due municipi: Tepic e Ahuacatlán.
Nel 1838, il Dipartimento del Tepic aveva una popolazione di 67 180 abitanti. Anteriormente era conosciuto come il 7º Cantón de Jalisco, nome che riprese il 18 settembre 1846, non appena lo Stato di Jalisco aderì al Pacto Federal, costituendosi in cinque Dipartimenti: Acaponeta, Ahuacatlán, Sentispac (oggi Santiago Ixcuintla), Compostela e Tepic.
Nel 1858, il 7º Cantone di Jalisco aveva una popolazione di 74 538 abitanti. Il 24 dicembre 1859 il giovane presidente Miguel Miramón, decretó la creazione del Territorio di Tepic. Il Dipartimento di Nayarit aveva 97 000 abitanti e venne diviso in sei distretti: Tepic, Ahuacatlán, Compostela, Acaponeta, Santiago e San Luis. Restaurato il federalismo, divenne Distretto Militare del Tepic, eretto con decreto del 7 agosto 1867, emesso dal presidente Benito Juárez García; si costituivano quindi undici Ayuntamientos (municipi): Ahuacatlán, Jala, Villa de Ixtlán, Compostela, San Pedro Lagunillas, Santiago Ixcuintla, Acaponeta, Tepic, Tuxpan, San Blas e Xalisco.
Nel 1877, il Distretto Militare del Tepic aveva una popolazione di 95 000 abitanti. Successivamente, il 18 dicembre 1884, fu elevato al rango di Territorio Federale con il nome di Tepic. Tepic è la capitale dello Stato e la città più grande, la quale è contigua al Municipio di Xalisco. La seguono per importanza le aree contigue di Bahía de Banderas, Tuxpan, Ixtlán del Río, Acaponeta, Santiago Ixcuintla, Compostela, Tecuala, Estación Ruiz, Villa Hidalgo y Las Varas.

## Società

### Evoluzione demografica
Abitanti censiti (in migliaia)

### Suddivisioni amministrative
Lo Stato federato di Nayarit si divide in 20 comuni (municipios):
| Clave INEGI | Municipio            | Capoluogo municipale | Data di creazione | Popolazione (2015) | Area (km²) |
| ----------- | -------------------- | -------------------- | ----------------- | ------------------ | ---------- |
| 001         | Acaponeta            | Acaponeta            |                   | 37 309             | 1 407,17   |
| 002         | Ahuacatlán           | Ahuacatlán           |                   | 15 953             | 495,10     |
| 003         | Amatlán de Cañas     | Amatlán de Cañas     |                   | 11 851             | 519,22     |
| 004         | Compostela           | Compostela           |                   | 75 520             | 1 895,15   |
| 005         | Huajicori            | Huajicori            |                   | 12 614             | 2 229,55   |
| 006         | Ixtlán del Río       | Ixtlán del Río       |                   | 29 416             | 491,4      |
| 007         | Jala                 | Jala                 |                   | 18 580             | 364,60     |
| 008         | Xalisco              | Xalisco              |                   | 57 418             | 478,29     |
| 009         | El Nayar             | Jesús María          |                   | 42 514             | 5 140,34   |
| 010         | Rosamorada           | Rosamorada           |                   | 33 901             | 1 843,96   |
| 011         | Ruíz                 | Ruiz                 |                   | 24 743             | 900        |
| 012         | San Blas             | San Blas             |                   | 43 979             | 849,78     |
| 013         | San Pedro Lagunillas | San Pedro Lagunillas |                   | 7 499              | 530,83     |
| 014         | Santa María del Oro  | Santa María del Oro  | 1918              | 23 477             | 1 098,41   |
| 015         | Santiago Ixcuintla   | Santiago Ixcuintla   |                   | 97 820             | 1 769,94   |
| 016         | Tecuala              | Tecuala              |                   | 39 718             | 1 045,45   |
| 017         | Tepic                | Tepic                |                   | 413 608            | 1 657,25   |
| 018         | Tuxpan               | Tuxpan               |                   | 30 565             | 252,05     |
| 019         | La Yesca             | La Yesca             |                   | 14 315             | 4 316,81   |
| 020         | Bahía de Banderas    | Valle de Banderas    |                   | 150 250            | 768        |

### Religioni
Quasi l'intera popolazione dello Stato è cattolica.